# 大中华纱厂
大中华纱厂、大中华纺织股份有限公司，是指1922年4月正式开工的一家纺织工厂，一度成为中华民国最大的华商纱厂。2014年，旧址当选为上海市文物保护单位。2024年10月22日，入选第六批国家工业遗产。

## 背景
1914年，随着第一次世界大战爆发，当时全球最发达的棉纺织工业国英国卷入欧洲战场，促使全球棉纺织工业的规模大幅压缩。而之前中国棉纺织制品的进口主要依赖英国，由于一战的持续，大量依靠进口的棉纱、棉布市场供不应求，从而导致市价高涨。

## 经过

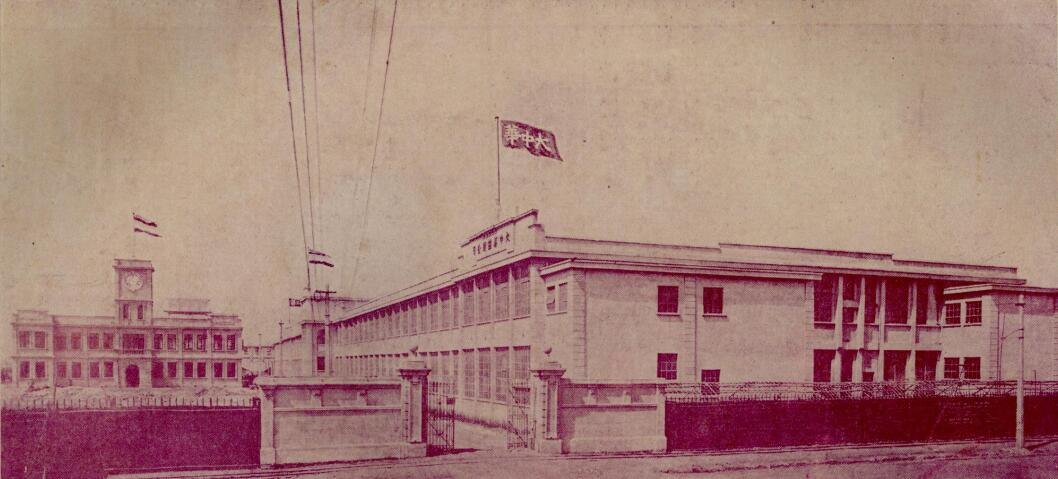
1922年的大中华纱厂

1919年6月，上海本家聂云台、聂其焜等聂氏家族提出以振兴实业、挽回利权为宗旨，凭着其经营恒丰纱厂的经验，发起筹建华资纱厂，以对抗欧日等国的倾销。他们意识到单靠聂氏家族无法实现目标，必须公开招股、筹集建厂资金，并因此定厂名为大中华纺织股份有限公司，简称大中华纱厂。
当时恰逢五四运动，其建厂宗旨深得当时学界商界拥护，招股资金不断增加到最后200万两，而纱锭设备目标也最后达到4.5万枚。厂址设在吴淞江监藻浜北岸、吴淞镇西端，占地150亩，1922年4月14日正式开工。大中华纱厂的规模和设备在当时是中国第一流，并因此获得“模范纱厂”称号。
然而其正式开工时，因购机结汇负债初时镑价不断上涨，导致结汇时总额竞高达226300余镑，高出初订时一倍有余，造成119000镑的债务。1923年春，花布市价暴跌，而厂库存达120万两，促使债务进一步扩大，公司流动资金枯竭。三年之后，聂氏家族决定登报出售工厂。聂云台的条件为：不卖给外商、承受者不得更换“大中华”的三字招牌。1924年4月，公司拍卖，底价为194万两，但由于第二次直奉战争爆发，拍卖最终失败。同年8月21日，永安纺织印染公司（永安纱厂）通过不断压价，迫使聂云台不再坚持保留大中华纱厂名号，并以159万两定议。1925年1月6日，永纱购入大中华纱厂，改称永安二厂，并积极整顿。